# 은동가어 위키백과
은동가어 위키백과는 은동가어로 운영되는 위키백과 언어판이다. 2008년 10월 23일에 시작되었다. 기호는 ng이다.